# Tom Fogerty
Tom Fogerty (9. listopadu 1941 Berkeley, Kalifornie – 6. září 1990 Scottsdale, Arizona) byl americký hudebník, doprovodný kytarista skupiny Creedence Clearwater Revival.

## Hudební kariéra
Byl starším bratrem Johna Fogertyho, zpěváka a kytaristy skupiny CCR.
Tom Fogerty začal hrát rock and roll na střední škole, stejně jako bratr John Fogerty. Každý z bratrů měl v té době svou skupinu.
 Tomova skupina, Spider Webb and the Insects, podepsala smlouvu s hudebním vydavatelstvím Del-Fi Records, ale v roce 1959 se rozpadli, aniž by vydali jakoukoliv gramofonovou desku. Tom začal účinkovat jako sólový zpěvák v Johnově skupině The Blue Velvets a vydali v letech 1961-1962 tři SP u firmy Orchestra Records. V polovině 60. let se skupina přejmenovala na The Golliwogs a nahrávali u Fantasy Records, Tom a John se v sólovém zpěvu střídali.
V roce 1968 se skupina přejmenovala na Creedence Clearwater Revival, John se stal jediným sólovým zpěvákem a hlavním dodavatelem písniček.
Během několikaleté činnosti skupiny Creedence Clearwater Revival zpíval Tom doprovodné vokály a psal písničky, ale nahrána byla pouze jedna, (Walk on the Water). Nedostatek příležitosti a dlouhodobé spory s bratrem jej vedly k opuštění CCR v roce 1971.
Po rozpadu skupiny začal Tom nahrávat sólově. Ačkoliv John hrál několik kytarových partů na Tomových sólových albech, zůstali si odcizeni. Tom zahořkl, protože jeho zásluhy byly přehlíženy. V dobách „před CCR“, účinkoval Tom jako zpěvák, skladatel a vedoucí skupiny. Měl pouze pár hitů jako Goodbye Media Man a Joyful Resurrection.
Tom Fogerty nahrával v roce 1971 u Fantasy Records a jeho sólový debut, album Tom Fogerty dosáhlo 78. pozice v žebříčku Billboard Hot 200. Na tomto albu hráli Jerry Garcia a Merl Saunders, dále pak Stu Cook (bývalý baskytarista) a Doug Clifford (bubeník CCR). V roce 1973 vystupoval na následujícím albu, Zephyr National, i John Fogerty.
Po zbytek života žil Tom Fogerty ve Scottsdale v Arizoně a to docela komfortně, díky honorářům z dob CCR. Býval občasným telefonním hostem v lokální radiové stanici KSLX.
V roce 1990 Tom Fogerty zemřel ve věku 48 let na AIDS, když byl infikován při transfuzi krve. Po jeho smrti byla vydána kompilace nazvaná The Very Best of Tom Fogerty.

## Discografie Toma Fogertyho
1. Tom Fogerty – 1972
2. Excalibur – 1972
3. Zephyr National – 1974
4. Myopia – 1974
5. Ruby – 1976
6. Rock & Roll Maddness – 1978
7. Deal It Out – 1981
8. Precious Bems – 1984
9. Sidekicks – 1993